# Kraftwerk Kakanj
Das Kraftwerk Kakanj (bosnisch Termoelektrana Kakanj) ist ein kohlebefeuertes Kraftwerk mit einer elektrischen Leistung von 578 MW in Kakanj (Bosnien und Herzegowina). Es liegt unmittelbar am Fluss Bosna, dessen Wasser für die Stromproduktion genutzt wird. 
Das Kraftwerk wurde in mehreren Etappen ab 1947 errichtet. 1956 und 1960 gingen je zwei Blöcke mit 32 MW Leistung in Betrieb. Die dritte (1969) und vierte (1977) Etappe umfasste je einen Block von 110 MW Leistung. Der siebte und bisher letzte Block wurde 1984 bis 1988 in Zusammenarbeit mit den tschechoslowakischen Skoda-Werken errichtet und umfasst eine Leistung von 230 MW. Das Kraftwerk hat einen 300 m hohen Kamin.
Kohle wurde in diesem Gebiet schon seit 1902 abgebaut, doch wird sie erst seit 1956 verstromt.